# Cladispa quadrimaculata
Cladispa quadrimaculata es un insecto coleóptero de la familia Chrysomelidae.
Fue descrita científicamente en 1858 por Baly.